# Maeshiro Kenya
Kenya Maeshiro (sinh ngày 7 tháng 2 năm 1995) là một cầu thủ bóng đá người Nhật Bản.

## Sự nghiệp câu lạc bộ
Kenya Maeshiro đã từng chơi cho FC Ryukyu.